# Сіпіо (Нью-Йорк)
Сіпіо (англ. Scipio) — місто (англ. town) в США, в окрузі Каюга штату Нью-Йорк. Населення — 1531 особа (2020).

## Демографія
Згідно з переписом 2010 року, у місті мешкало 1713 осіб у 650 домогосподарствах у складі 460 родин. Було 813 помешкання
Расовий склад населення:
| - 95,0 % — білих - 0,6 % — азіатів - 0,5 % — чорних або афроамериканців - 0,1 % — вихідців з тихоокеанських островів - 0,1 % — корінних американців - 2,7 % — осіб інших рас |

До двох чи більше рас належало 1,0 %. Частка іспаномовних становила 3,7 % від усіх жителів.
За віковим діапазоном населення розподілялося таким чином: 23,5 % — особи молодші 18 років, 64,9 % — особи у віці 18—64 років, 11,6 % — особи у віці 65 років та старші. Медіана віку мешканця становила 40,5 року. На 100 осіб жіночої статі у місті припадало 106,4 чоловіків;  на 100 жінок у віці від 18 років та старших — 107,1 чоловіків також старших 18 років.
Середній дохід на одне домашнє господарство  становив 80 400 доларів США (медіана — 59 250), а середній дохід на одну сім'ю — 94 814 долари (медіана — 67 083). Медіана доходів становила 51 103 долари для чоловіків та 35 694 долари для жінок. За межею бідності перебувало 7,8 % осіб, у тому числі 7,6 % дітей у віці до 18 років та 9,1 % осіб у віці 65 років та старших.
Цивільне працевлаштоване населення становило 881 особа. Основні галузі зайнятості: освіта, охорона здоров'я та соціальна допомога — 19,3 %, сільське господарство, лісництво, риболовля — 12,1 %, виробництво — 10,9 %.